# 根克爾河
51°3′18″N 7°37′47″E / 51.05500°N 7.62972°E
根克爾河（德語：Genkel），是德國的河流，位於該國西部，流經北萊茵-威斯特法倫州，屬於阿格河的右支流，河道全長7.1公里，流域面積12.5平方公里。